# Chrissie Hynde

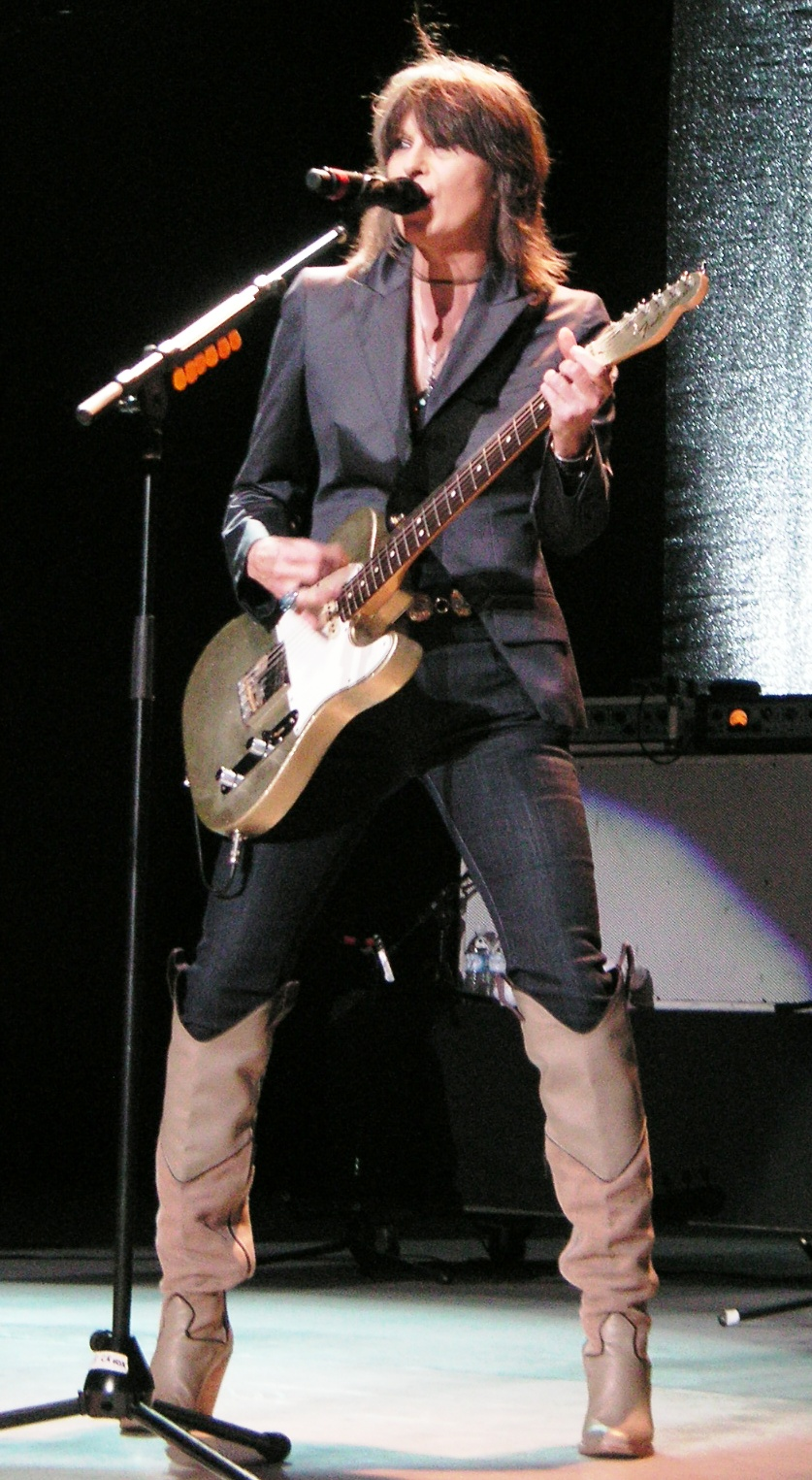
Chrissie Hynde (2007)

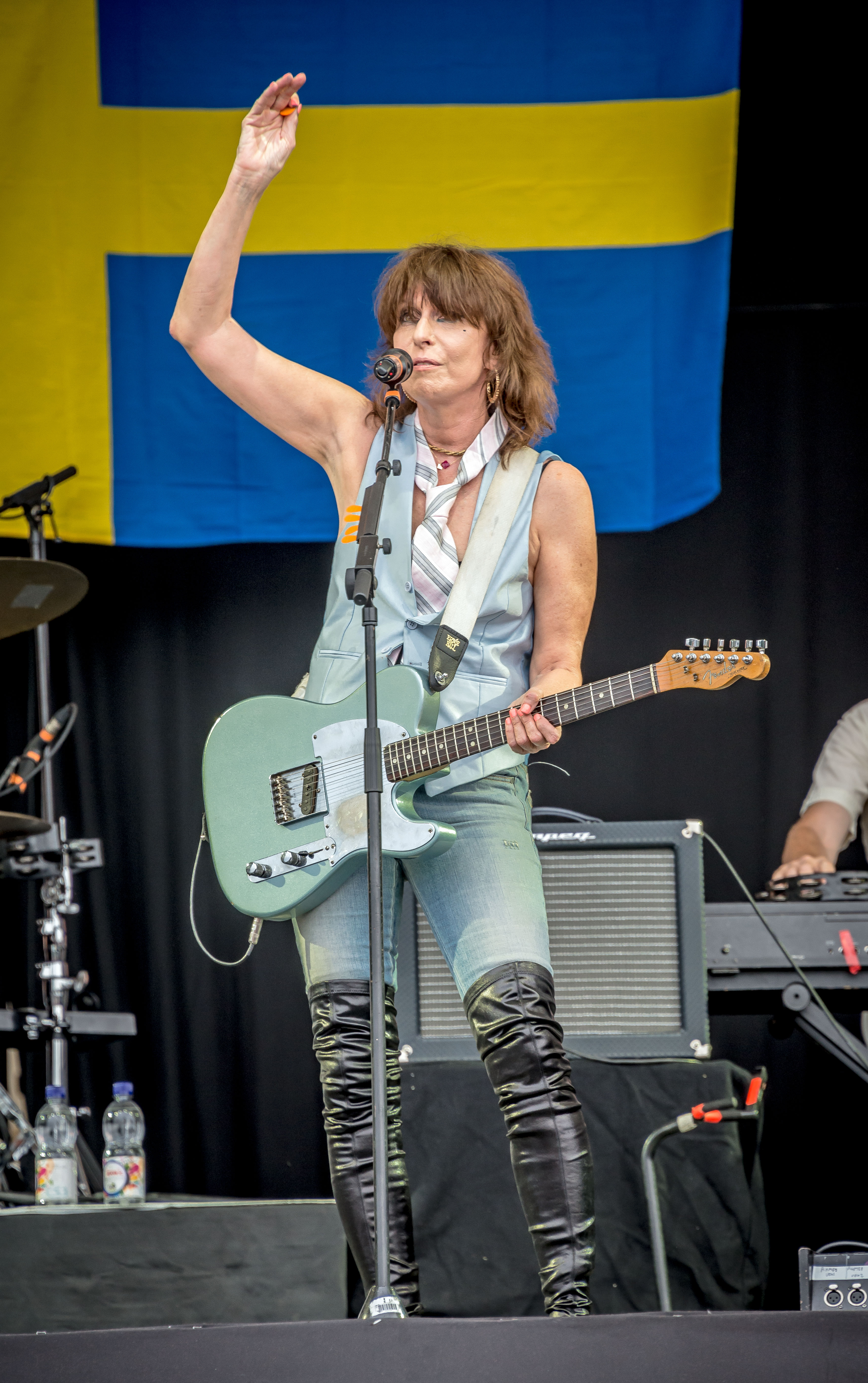
Chrissie Hynde (2015)

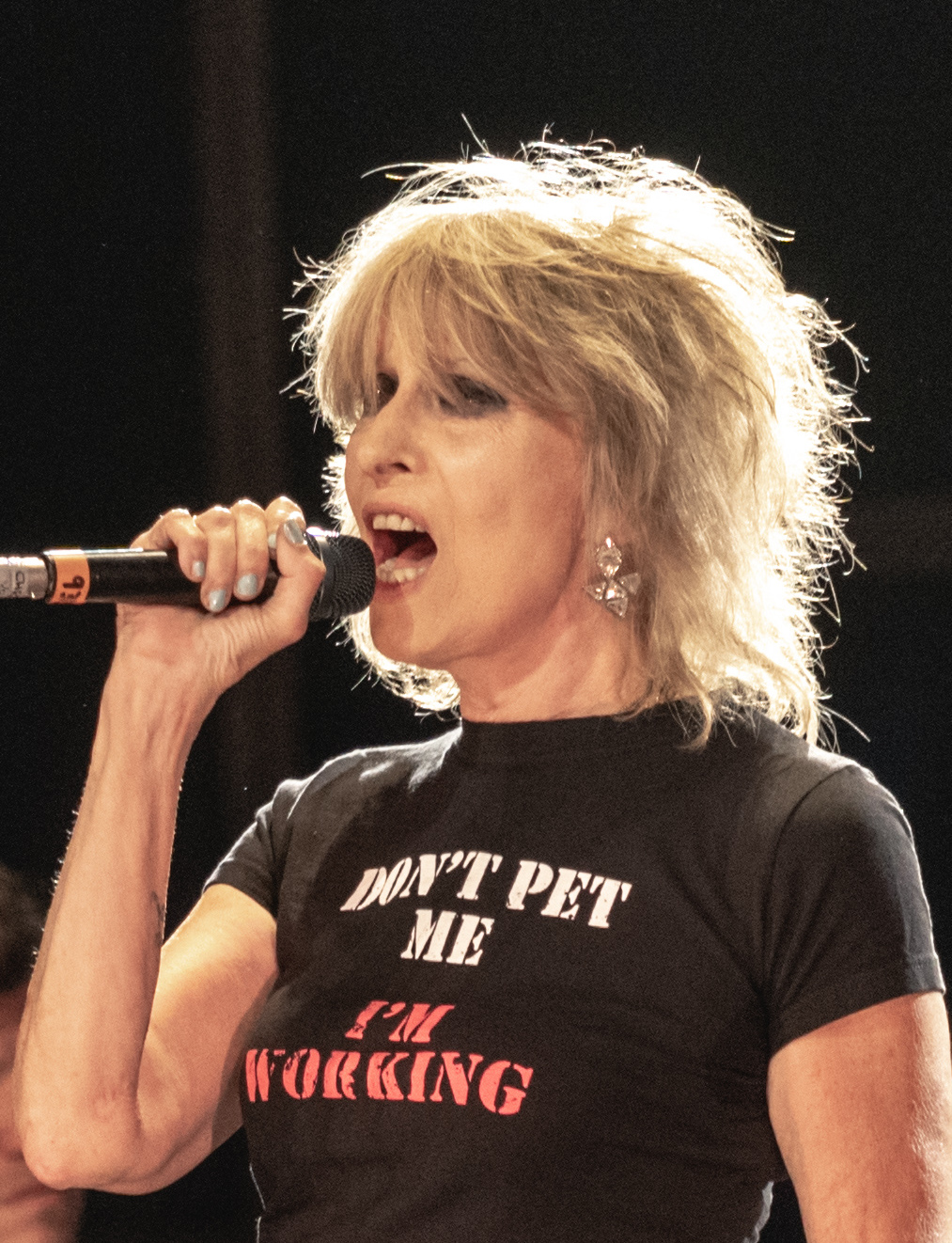
Chrissie Hynde (2021)

Christine „Chrissie“ Elaine Hynde (* 7. September 1951 in Akron, Ohio) ist eine amerikanische Rocksängerin und Gitarristin. Sie wurde als Frontfrau der britischen Rockband The Pretenders bekannt.
Sie hat auch Songs mit anderen Musikern veröffentlicht, darunter Frank Sinatra, Cher und UB40, und sie veröffentlichte 2014 das Soloalbum Stockholm. Sie trat 1985 bei Live Aid auf. Hynde wurde 2005 als Mitglied der Pretenders in die Rock and Roll Hall of Fame aufgenommen. Der Rolling Stone listete Hynde 2015 auf Rang 63 der 100 größten Songwriter aller Zeiten.

## Leben
Hynde studierte drei Jahre an der Kunstschule der Kent State University. Am 4. Mai 1970 erlebte sie das Kent-State-Massaker mit, der Freund einer ihrer Freundinnen war unter den vier Opfern.
1973 zog Hynde nach London. Über den britischen Rockjournalisten Nick Kent schrieb sie eine Zeit lang in der Musikzeitschrift New Musical Express, für die auch Kent tätig war (etwa 1973 mit einem Interview Mick Taylors). Danach folgte ein Job bei Malcolm McLaren und Vivienne Westwood in deren damals wenig bekanntem Bekleidungsgeschäft Sex. Hynde versuchte, eine Band in Frankreich zu gründen, bevor sie 1975 nach Cleveland zurückkehrte. Nachdem sie 1976 nochmals in Frankreich war, kehrte sie nach London zurück und versuchte, mit Mick Jones eine Gruppe zu gründen. Sie sang bei Aufnahmen für Chris Spedding und Mick Farren. 
1978 gründete sie die Band The Pretenders. In der Band, die in den folgenden Jahren großen Erfolg hatte, fungierte sie als Sängerin, Rhythmus-Gitarristin und Komponistin.
1980 lernte Hynde Ray Davies kennen. Im Februar 1983 kam die gemeinsame Tochter Natalie zur Welt. 1984 trennte sie sich von Davies und heiratete am 5. Mai desselben Jahres Jim Kerr, den Sänger der Simple Minds. Im April 1985 wurde die gemeinsame Tochter Yasmin Paris geboren. 1985 nahm Hynde mit UB40 eine Coverversion von Sonny and Chers Klassiker I Got You Babe auf. Im Jahre 1988 spielte sie mit UB40 auf der Feier zum siebzigsten Geburtstag Nelson Mandelas den Song Breakfast in Bed, der auch als Single erschien.
Ende 1989 trennte sich Chrissie Hynde von Kerr und engagierte sich für die Bewegung „Animal Rights“. 1997 heiratete sie den Künstler Lucho Brieva. Im Jahr 2009 wirkte sie bei der Weihnachtssingle Postcard from London des früheren Kinks-Frontmanns Ray Davies mit. 2010 veröffentlichte sie unter dem Namen JP, Chrissie & the Fairground Boys ein neues Album: Fidelity!. Im selben Jahr nahm Hynde zusammen mit David Gilmour, Bob Geldof und Gary McKinnon den Rockklassiker Chicago von Crosby, Stills, Nash & Young neu auf, um gegen die Auslieferung von Gary McKinnon in die USA zu protestieren und diesen mit einem gleichzeitigen Spendenaufruf zu unterstützen.
Im Juni 2014 erschien mit Stockholm das erste Soloalbum von Chrissie Hynde. 2015 erschienen ihre Memoiren mit dem Titel Reckless – My Life As a Pretender.

## Trivia
Am 8. Juni 1989 erklärte Hynde auf einer Pressekonferenz von Greenpeace, eine Brandbombe in eine McDonald’s-Filiale werfen zu wollen. Am folgenden Tag wurde tatsächlich ein McDonald’s-Restaurant in der englischen Stadt Milton Keynes durch einen Brandsatz zerstört. In einem Gerichtsprozess verpflichtete sie sich dazu, Aussagen dieser Art in Zukunft zu unterlassen.

## Diskografie

### Alben
| Jahr | Titel                                                    | Höchstplatzierung, Gesamtwochen, AuszeichnungChartplatzierungen (Jahr, Titel, Platzierungen, Wochen, Auszeichnungen, Anmerkungen) | Höchstplatzierung, Gesamtwochen, AuszeichnungChartplatzierungen (Jahr, Titel, Platzierungen, Wochen, Auszeichnungen, Anmerkungen) | Höchstplatzierung, Gesamtwochen, AuszeichnungChartplatzierungen (Jahr, Titel, Platzierungen, Wochen, Auszeichnungen, Anmerkungen) | Höchstplatzierung, Gesamtwochen, AuszeichnungChartplatzierungen (Jahr, Titel, Platzierungen, Wochen, Auszeichnungen, Anmerkungen) | Höchstplatzierung, Gesamtwochen, AuszeichnungChartplatzierungen (Jahr, Titel, Platzierungen, Wochen, Auszeichnungen, Anmerkungen) | Anmerkungen                     |
| Jahr | Titel                                                    | DE | AT | CH | UK | US | Anmerkungen                     |
| ---- | -------------------------------------------------------- | --- | --- | --- | --- | --- | ------------------------------- |
| 2014 | Stockholm                                                | DE83 (1 Wo.)DE | — | CH73 (1 Wo.)CH | UK22 (4 Wo.)UK | US36 (4 Wo.)US |                                 |
| 2019 | Valve Bone Woe                                           | DE79 (1 Wo.)DE | — | CH77 (1 Wo.)CH | UK32 (1 Wo.)UK | — | mit dem Valve Bone Woe Ensemble |
| 2021 | Standing in the Doorway – Chrissie Hynde Sings Bob Dylan | DE38 (1 Wo.)DE | — | CH23 (1 Wo.)CH | UK47 (1 Wo.)UK | — |                                 |

Weitere Alben
- 1990: King Biscuit Flower Hour Presents Chrissie Hynde & the Pretenders (mit The Pretenders) (Kompilation)
- 2010: Fidelity! (JP, Chrissie und The Fairground Boys)

### Singles
| Jahr | Titel Album             | Höchstplatzierung, Gesamtwochen, AuszeichnungChartplatzierungen (Jahr, Titel, Album, Platzierungen, Wochen, Auszeichnungen, Anmerkungen) | Höchstplatzierung, Gesamtwochen, AuszeichnungChartplatzierungen (Jahr, Titel, Album, Platzierungen, Wochen, Auszeichnungen, Anmerkungen) | Höchstplatzierung, Gesamtwochen, AuszeichnungChartplatzierungen (Jahr, Titel, Album, Platzierungen, Wochen, Auszeichnungen, Anmerkungen) | Höchstplatzierung, Gesamtwochen, AuszeichnungChartplatzierungen (Jahr, Titel, Album, Platzierungen, Wochen, Auszeichnungen, Anmerkungen) | Höchstplatzierung, Gesamtwochen, AuszeichnungChartplatzierungen (Jahr, Titel, Album, Platzierungen, Wochen, Auszeichnungen, Anmerkungen) | Anmerkungen                                            |
| Jahr | Titel Album             | DE | AT | CH | UK | US | Anmerkungen                                            |
| ---- | ----------------------- | --- | --- | --- | --- | --- | ------------------------------------------------------ |
| 1985 | I Got You Babe          | DE15 (13 Wo.)DE | AT14 (8 Wo.)AT | CH15 (6 Wo.)CH | UK1 Gold · (13 Wo.)UK | US28 (14 Wo.)US | mit UB40                                               |
| 1988 | Breakfast in Bed        | DE40 (8 Wo.)DE | — | CH16 (5 Wo.)CH | UK6 (11 Wo.)UK | — | mit UB40                                               |
| 1995 | Love Can Build a Bridge | DE62 (10 Wo.)DE | AT18 (8 Wo.)AT | CH21 (10 Wo.)CH | UK1 Silber · (15 Wo.)UK | — | Cher, Chrissie Hynde und Neneh Cherry mit Eric Clapton |
| 2000 | Kid 2000                | — | — | — | UK32 (2 Wo.)UK | — | Hybrid feat. Chrissie Hynde                            |
| 2004 | Straight Ahead          | — | — | — | UK29 (3 Wo.)UK | — | Tube & Berger feat. Chrissie Hynde                     |

Weitere Singles
- 1991: Spiritual High (Moodswings feat. Chrissie Hynde)
- 1999: Rêve inhabité (Éric Serra en duo avec Chrissie Hynde)
- 2001: Aria e memoria (We’ll Be Together) (mit Alessandro Safina)
- 2005: Cry (If You Don’t Mind) (Jarabe de Palo feat. Chrissie Hynde)
- 2009: Chicago / Change the World (mit David Gilmour, Bob Geldof und Gary McKinnon)
- 2010: If You Let Me (JP, Chrissie und The Fairground Boys)
- 2014: Dark Sunglasses
- 2014: You or No One
- 2014: Down the Wrong Way

### Videoalben
| Jahr | Titel                     | Höchstplatzierung, Gesamtwochen, AuszeichnungChartplatzierungen (Jahr, Titel, Platzierungen, Wochen, Auszeichnungen, Anmerkungen) | Höchstplatzierung, Gesamtwochen, AuszeichnungChartplatzierungen (Jahr, Titel, Platzierungen, Wochen, Auszeichnungen, Anmerkungen) | Höchstplatzierung, Gesamtwochen, AuszeichnungChartplatzierungen (Jahr, Titel, Platzierungen, Wochen, Auszeichnungen, Anmerkungen) | Höchstplatzierung, Gesamtwochen, AuszeichnungChartplatzierungen (Jahr, Titel, Platzierungen, Wochen, Auszeichnungen, Anmerkungen) | Höchstplatzierung, Gesamtwochen, AuszeichnungChartplatzierungen (Jahr, Titel, Platzierungen, Wochen, Auszeichnungen, Anmerkungen) | Anmerkungen                        |
| Jahr | Titel                     | DE | AT | CH | UK | US | Anmerkungen                        |
| ---- | ------------------------- | --- | --- | --- | --- | --- | ---------------------------------- |
| 2018 | Alone with Chrissie Hynde | — | — | — | UK27 (2 Wo.)UK | — | Erstveröffentlichung: 25. Mai 2018 |